# 曹元恒
曹元恒（1848年—1931年），字籍涵，号滄洲，江苏吴县人，中国近代医学家。
曹毓俊之子，有弟曹福元、曹元弼，堂弟曹元忠 (資政院)。以内科名冠吴中。光绪33年（1907年），光绪帝病重，曹元恒与陈秉钧应召北上为光绪诊疗疾病，光绪病死后，因病告归。弟子屠锡淇汇编有《曹沧洲医案》。